# Полицейски наряд
Полицейски, граничен, жандармерийски наряд е временно полицейско, гранично, жандармерийско формирование, състоящо се от един и повече служители, които изпълняват задачи по охрана на обществения ред, охрана на държавната граница, охрана на обекти или по време на полицейски операции.